# 桃園國際機場公司航空科學館
桃園國際機場股份有限公司航空科學館，是臺灣桃園市大園區的航空博物館，簡稱桃園國際機場公司航空科學館，原名中正航空科學館。由波音公司負責興建、設計的桃園國際機場公司航空科學館開幕於1981年10月31日，是亞洲首座航空科學館，惟為了做為桃園國際機場第三航廈的一部分建築基地使用，於2014年10月31日正式閉館，展示的實體飛機也自2015年3月1日起陸續遷出。

## 歷史
基於配合中華民國國家文化政策、保存航空史料並推廣民航事業等目的，交通部民用航空局於桃園國際機場正門入口處設置「中正航空科學館」，並於1981年10月31日揭幕開館，成為亞洲地區第一座航空科學館。:257
然而，在開館34年後，易名為「桃園國際機場公司航空科學館」:79的中正航空科學館於2014年10月31日封閉、2015年3月1日起遷移館內實體飛機，拆除以配合桃園國際機場第三航廈的興建。在原先的館舍拆除後，亦有遷館至桃園航空城內原海軍桃園基地的構想。

## 館舍
桃園國際機場公司航空科學館館舍由波音公司所興建、設計，佔地約8,720坪，是1棟由三角型組合而成的建築物，館內設有1座正廳及以「航空史蹟」、「民用航空」、「航空工藝」及「太空發展」為主的4個展區，並以模型、儀器、圖片、紀錄片等為展示媒介；除此之外，館內還設置有2座電影院及1座仿照桃園國際機場塔台所陳設布置、高37公尺的模擬瞭望台。:257~258
而在館內外，也展示有包含道格拉斯DC-3、HU-16信天翁式水陸救難機、T-28A啄木鳥式教練機、T-CH-1中興號教練機、F-100超級軍刀戰鬥機、F-104A星式戰鬥機、RF-101A巫毒式偵察機在內的18架實體展示飛機。
桃園國際機場航空科學館也設有一處可容納300輛車輛的停車場供旅客使用，並能與桃園國際機場航廈透過免費專用巴士聯繫。:258

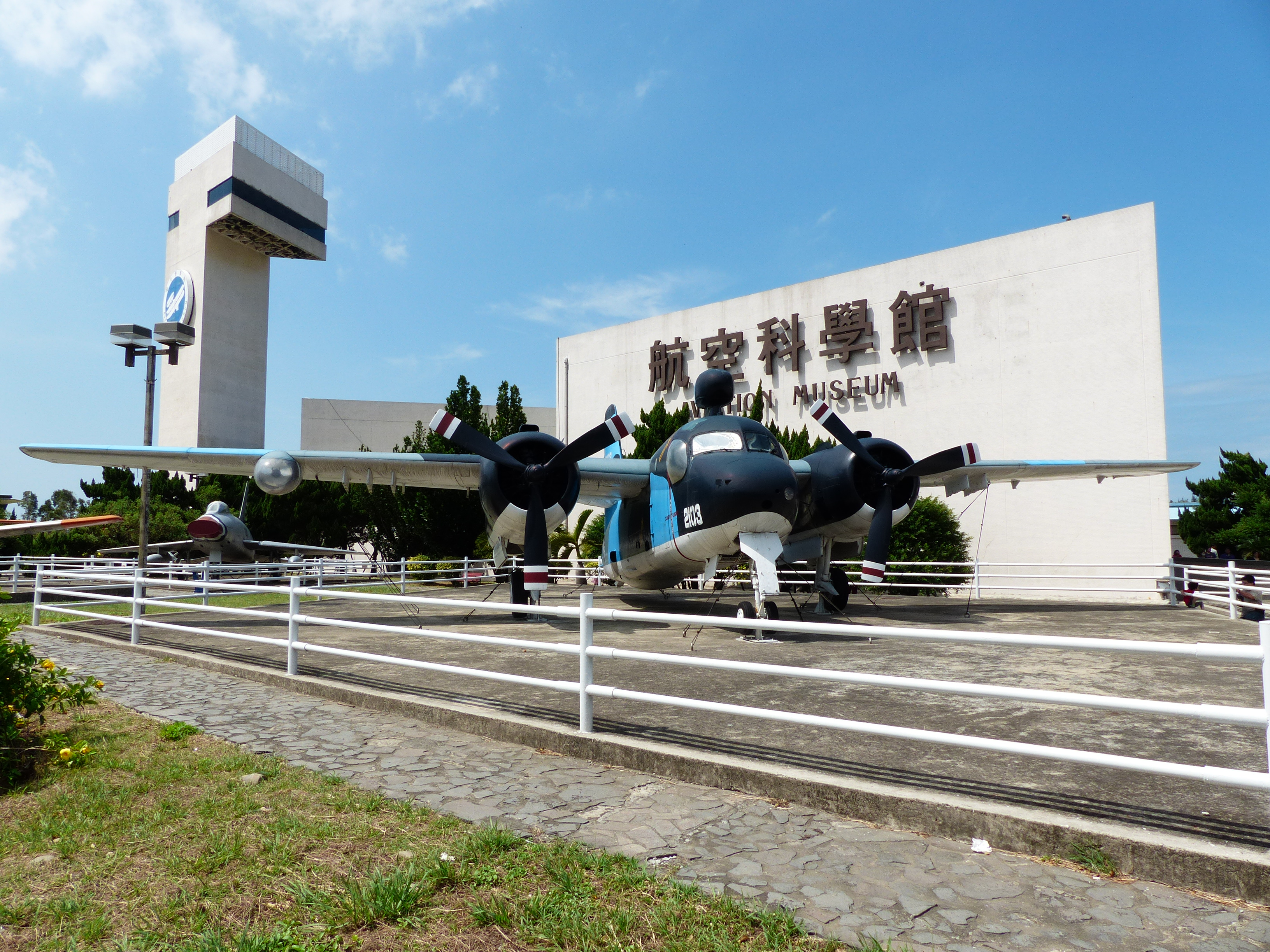
招牌與展示的實體飛機，2013年攝
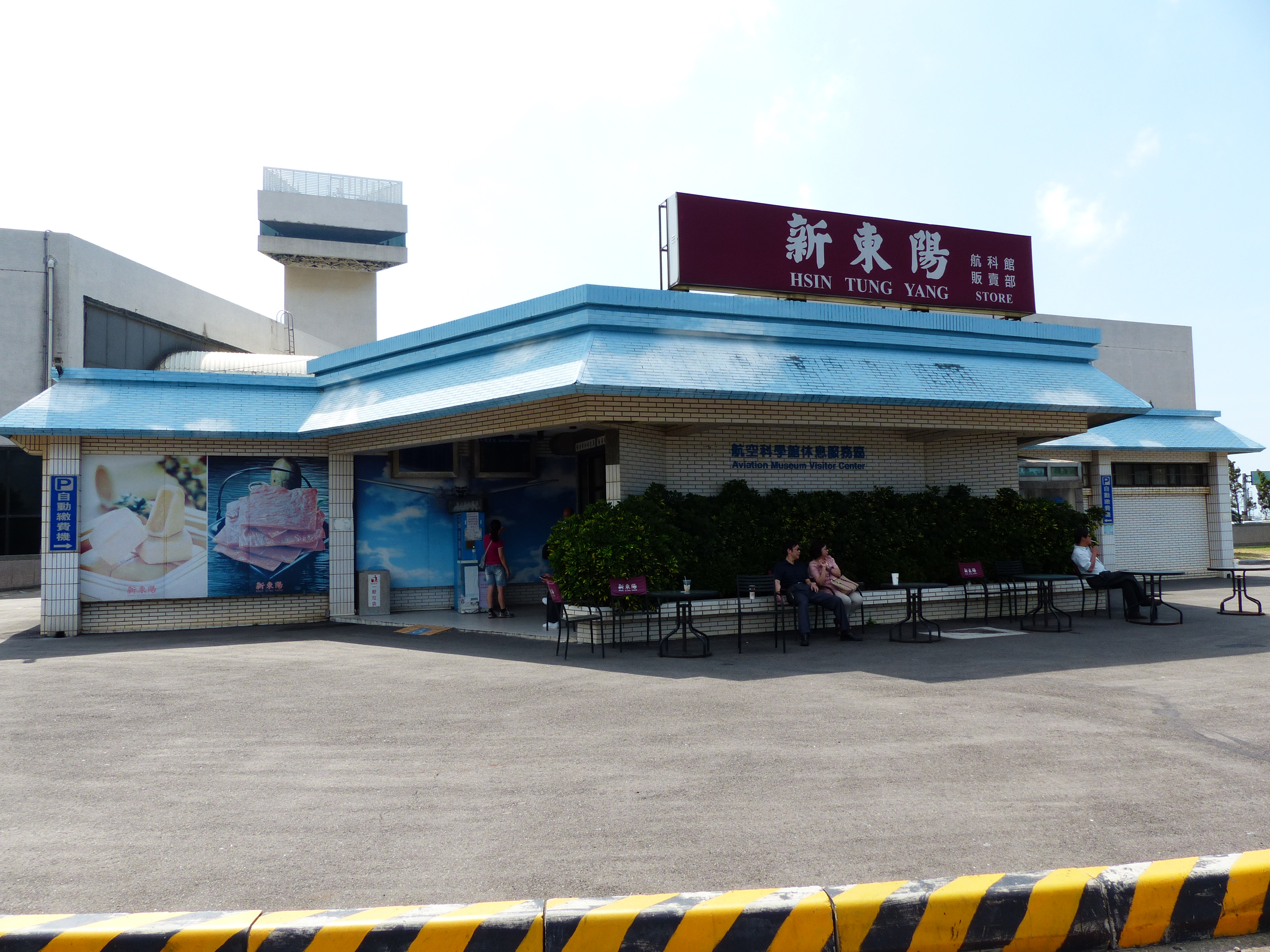
由新東陽所經營的休息服務區，2013年攝
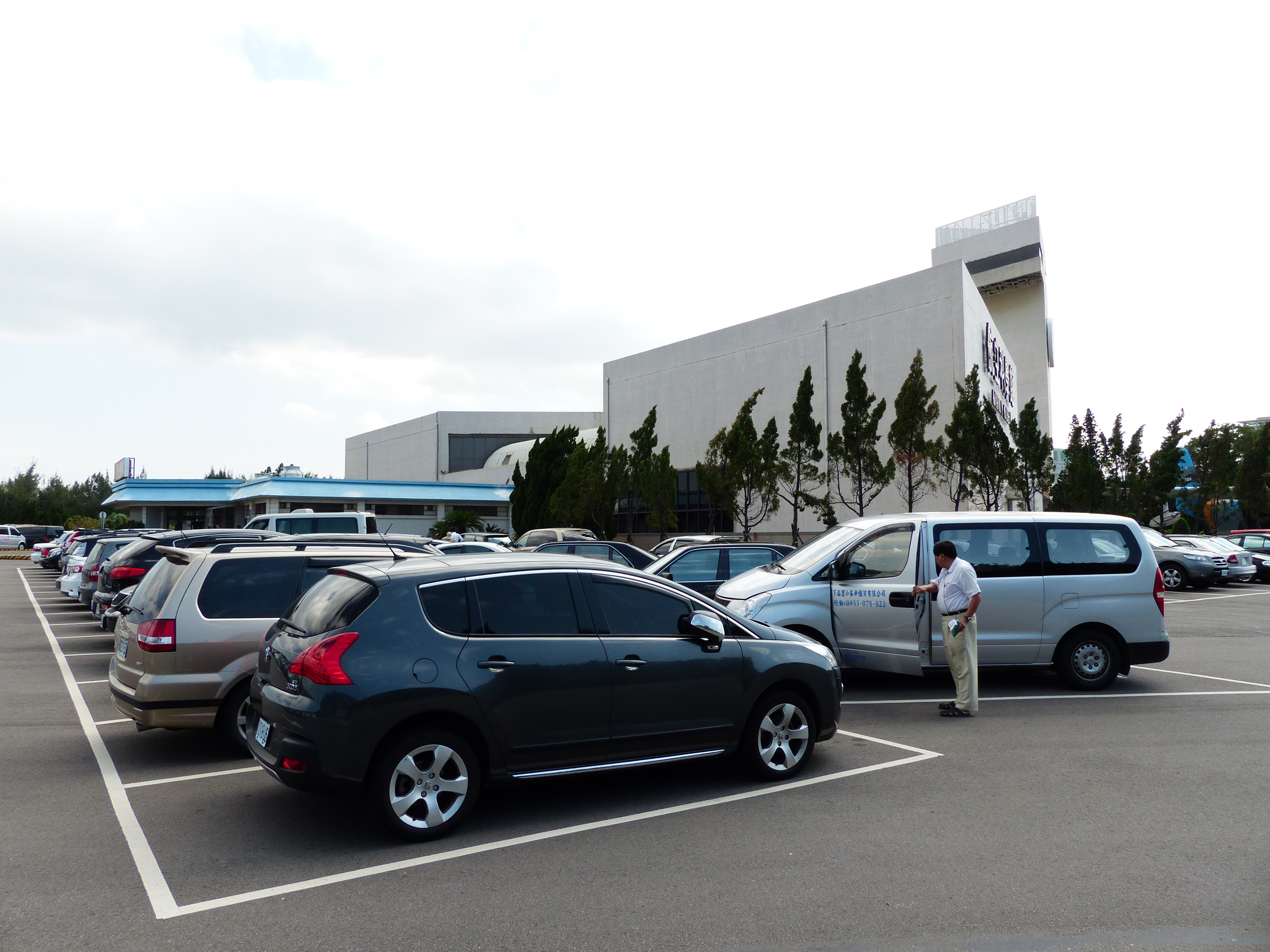
停車場，2013年攝